# Flik 72J
La Flik 72J (nome ufficiale Jagdfliegerkompanie 72) era una delle unità aeree dell'Impero austro-ungarico durante la prima guerra mondiale. Fu una formazione di piloti da caccia della k.u.k. Luftfahrtruppen e fu schierata sul fronte italiano.

## Storia

### Prima guerra mondiale
La squadriglia fu creata a Strasshof an der Nordbahn, in Austria, e dopo essersi formata il 14 gennaio 1918, fu diretta al teatro italiano, a San Fior di Sopra. Nel giugno del 1918 prese parte alla infruttuosa offensiva della Battaglia del solstizio nella 6ª Armata. Al 15 ottobre successivo era a San Fior di Sopra senza piloti e senza aerei.
Dopo la guerra, l'intera aviazione austriaca fu liquidata.